# Criso (mitología)
En la mitología griega, Criso (en griego Κρῖσος) fue fundador epónimo de la ciudad de Crisa, ubicada en las laderas meridionales del Parnaso.
En el Catálogo de mujeres se nos dice que Criso era hijo de Foco y Asterodea, hija de Deyoneo. Era gemelo y enemigo de Panopeo, con el que se peleaba ya en el seno de su madre. Pausanias lo vincula con el linaje de los Eácidas. Dice que Criso casó con Antifatia, hija de Náubolo, de la cual tuvo un hijo Estrofio, que con Anaxibia, la hermana de Agamenón, engendró a Pílades, paraninfo de Orestes.
Otra tradición lo hacía, en cambio, hijo de Tirrano y Asterodía, pero en esta versión Criso no es hermano de Panopeo.